# Res publica christiana
Res publica christiana es una expresión latina que combina la idea de res publica y cristiana a los efectos de describir la comunidad mundial de la cristiandad y su desarrollo.
Esta frase se halla notablemente en la encíclica Christianae Republicae Salus (Salud de la Res Publica Christiana), un documento de la Iglesia que condena el voluntarismo y las ideas masónicas por su indiferencia en materias de religión. También es muy empleada, asimismo, en textos medievales.
- Datos: Q2329377